# Fontaine des Quatre-Dauphins
La fontaine des Quatre-Dauphins est une fontaine située à Aix-en-Provence, sur la place des Quatre-Dauphins.

## Histoire
Le monument fait l'objet d'un classement au titre des monuments historiques depuis 1905.

## Descriptif du bâtiment
|  |  |